# Natale con Winny Puh
Natale con Winny Puh (Winnie the Pooh, and Christmas Too) è uno speciale televisivo d'animazione natalizio del 1991 diretto da Jamie Mitchell e tratto dalla serie televisiva Le nuove avventure di Winnie the Pooh. Lo speciale fu prodotto dalla Walt Disney Television Animation mentre l'animazione fu realizzata dalla Walt Disney Animation France di Gaëtan e Paul Brizzi. Andò originariamente in onda sabato 14 dicembre 1991 sulla ABC e in Italia il 24 dicembre 1994 su Rai 1.
Nel 2002 Natale con Winny Puh fu inserito nel film direct-to-video Buon anno con Winnie the Pooh. Nel 2004 si classificò al sesto posto nella lista dei dieci migliori speciali festivi per famiglie secondo TV Guide.

## Trama
Due giorni prima di Natale, Christopher Robin scrive una lettera a Babbo Natale per lui e i suoi amici nel Bosco dei Cento Acri, chiedendo uno scacciamosche per Tappo, un ombrello per Ih-Oh, una racchetta da neve per Tigro, una slitta per Christopher Robin e un regalo qualunque per Pimpi. Christopher Robin quindi fa portare via la lettera dal vento verso nord. Il giorno successivo, però, Pimpi si ricorda che Pooh non ha chiesto il suo regalo, e i due amici vanno a recuperare la lettera fermatasi poco lontano. In seguito, insieme a Tigro e Ih-Oh, vanno a casa di Tappo e riscrivono la lettera per includere il regalo di Pooh (un vaso di miele), ma si fanno prendere la mano e si mettono ad aggiornare i loro desideri in quantità e qualità.
Successivamente, Tigro, Ih-Oh e Tappo vanno a prendere un albero abbastanza grande per i loro regali, con l'aiuto di un riluttante De Castor (che dovrebbe stare in letargo). Nel frattempo, Pooh e Pimpi lanciano di nuovo la lettera al vento, ma questo si sposta verso sud e la lettera segue Pooh fino alla sua casa. Sapendo che a causa di ciò i loro amici non otterranno i regali, Pooh e Pimpi decidono di consegnarli di persona. Travestito da Babbo Natale, Pooh consegna a Tigro, Tappo e Ih-Oh delle versioni "artigianali" dei regali che avevano chiesto, le quali si rompono subito. I tre mettono all'angolo "Babbo Natale", e in quel momento Pimpi (travestito da renna) scivola e fa cadere la slitta, smascherando Pooh.
Dopo aver spiegato tutto, Pooh decide di consegnare la lettera a Babbo Natale di persona. Tuttavia non arriva lontano in quanto il vento gli porta via la lettera, così si arrende e torna dalla banda. Anche dopo aver detto loro che ha fallito, i suoi amici sono felici di riaverlo perché si sono resi conto che averlo con loro a Natale è più importante di ottenere i regali. Successivamente, Christopher Robin si presenta sulla sua nuova slitta e porta loro i regali che avevano inizialmente chiesto. Tutti sono felici tranne Pooh, che sente di non meritare il suo dono. Ma poi, abbracciando Christopher Robin, si rallegra.

## Personaggi e doppiatori
| Personaggio       | Doppiatore originale | Doppiatore italiano |
| ----------------- | -------------------- | ------------------- |
| Winnie the Pooh   | Jim Cummings         | Marco Bresciani     |
| Tigro             | Paul Winchell        | Gil Baroni          |
| Ih-Oh             | Peter Cullen         | Paolo Buglioni      |
| Pimpi             | John Fiedler         | Roberto Stocchi     |
| De Castor         | Michael Gough        | Massimo Lodolo      |
| Christopher Robin | Edan Gross           | Federica Bomba      |
| Tappo             | Ken Sansom           | Valerio Ruggeri     |

## Edizioni home video
Lo speciale fu distribuito in Italia direttamente in VHS nel settembre 1992; nella videocassetta erano inclusi anche "Tigro re degli inventori" e "Un magico paraorecchie", due segmenti della serie TV. La stessa VHS fu rieditata nel novembre 1995 e poi nel dicembre 1999 col titolo Winnie the Pooh: Natale in allegria come supporto integrativo a TV Sorrisi e Canzoni. In America del Nord invece lo speciale uscì in VHS nel 1994 e nel 1997.